# Helcogramma randalli
Helcogramma randalli es una especie de pez de la familia Tripterygiidae en el orden de los Perciformes.

## Hábitat
Es un pez de mar y de clima tropical.

## Distribución geográfica
Se encuentran en Indonesia.